# Список незвичайних смертей
Цей список незвичайних смертей включає унікальні або надзвичайно рідкісні обставини смерті, зареєстровані в історії, які зазначаються як незвичні в багатьох джерелах.

## Античність
| Ім'я особи                              | Зображення | Дата смерті                              | Тонкощі |
| --------------------------------------- | ---------- | ---------------------------------------- | --- |
| Менес                                   |            | прибл. 3200 до н. е.                     | Менеса, єгипетського фараона та об'єднавця Верхнього та Нижнього Єгипту, забрав, а потім убив гіпопотам. |
| Теті II                                 |            | прибл. 2323 до н. е.                     | За словами Манефона, перший король Шостої династії Єгипту був убитий загадковим чином, коли його вбив один із його власних охоронців. Інші джерела кажуть, що його вбив Юзеркаре, який потім став його наступником. Його смерть є найранішим відомим вбивством, але його дивна смерть все ще залишається предметом припущень. |
| Сісера                                  |            | прибл. 1200 до н. е.                     | Відповідно до Суддів 4-5, Сісера, командир ханаанської армії царя Явіна з Хацору, був убитий уві сні, коли кенеянка Яїл вдарила його в скроню кілком для намету. |
| Авімелех бен Гедеон                     |            | прибл. 1126 до н. е.                     | Цар Сихема і син Гедеона був убитий у місті Тевец жінкою, яка кинула йому на голову жорно, яке розтрощило йому череп або смертельно поранило його. |
| Оза                                     |            | прибл. 1010 до н. е.                     | Оза, син Авінадава, разом зі своїм братом Ахіо везли Ковчег Заповіту з землі філістимлян до Єрусалиму, воли спіткнулися, через що Ковчег перекинувся, коли Оза торкнувся Ковчега, щоб переставити його, Бог розлютився і вбив Озу миттєво. |
| Тиберін Сільвій                         |            | прибл. 914 до н. е.                      | Кажуть, що легендарний король Альба-Лонги потонув під час переходу через річку Альбула, яка стала відомою як Тибр. Зазвичай це відомий як найперший випадок утоплення. |
| Терпандер                               |            | прибл. VII ст. до н. е.                  | Грецький поет та кіфаред, який вважається батьком грецької музики та лірики, як повідомляється, вдавився до смерті фігою, кинутою в нього під час одного зі своїх виступів. |
| Драконт Афінський                       |            | прибл. 620 до н. е.                      | Повідомляється, що афінський законодавець Драко був задушений до смерті подарунками плащів і капелюхів, які вдячні громадяни обсипали його в театрі на Егіні, Греція. |
| Харондас                                |            | прибл. 612 до н. е.                      | Харондас був грецьким законодавцем із Сицилії, Італія. За словами Діодора Сицилійського, він видав закон, згідно з яким кожен, хто приносить зброю до зборів, повинен бути страчений. Одного разу він прибув до Асамблеї, шукаючи допомоги, щоб перемогти кількох розбійників у сільській місцевості, але з ножем на поясі. Щоб відстояти власний закон, він покінчив життя самогубством. |
| Герцог Цзін Цзінь                       |            | прибл. 581 до н. е.                      | У 581 році до нашої ери шаман попередив правителя, що він не доживе до нового врожаю пшениці. Правитель звільнив його і наказав убити шамана. Однак коли герцог збирався їсти пшеницю, він відчув потребу відвідати вбиральню. Прийшовши у ванну, герцог провалився в отвір і потонув. |
| Аріхіон                                 |            | прибл. 564 до н. е.                      | Аріхіон з Фігалії, грецький панкратіаст, сам спричинив свою смерть під час фіналу Олімпіади. Його невпізнаний супротивник тримав у задушеній хватці та не зміг звільнитися, Аріхіон ударив свого суперника ногою, завдавши йому такого сильного болю через травму стопи/щиколотки, що суперник показав суддям знак поразки, але в той же час зламав Арріхіону шию. Оскільки супротивник визнав поразку, Аріхіон був проголошений переможцем посмертно. |
| Сісамн                                  |            | прибл. 525 до н. е.                      | Корумпований перський суддя був убитий і здер живцем Камбізом II за отримання хабаря. |
| Мілон Кротонський                       |            | прибл. VI ст. до н. е.                   | Мілон Кротонський був борцем-олімпійським чемпіоном, чиї руки, як повідомляється, потрапили в пастку, коли він намагався розколоти дерево; потім його з'їли вовки (або, в пізніших версіях, леви). |
| Зевксіс                                 |            | прибл. V ст. до н. е.                    | Зевксіс, грецький художник, помер від сміху над своїм портретом богині Афродіти. Літня жінка, яка замовила його, наполягала на тому, щоб бути моделлю для нього. |
| Пітагор                                 |            | прибл. 495 до н. е.                      | Стародавні джерела не погоджуються щодо того, як помер грецький філософ Піфагор, але в одній пізній і, ймовірно, апокрифічній легенді, опублікованій як Діогеном Лаертським, біографом відомих філософів третього століття нашої ери, так і Ямвліхом, філософом-неоплатоніком, стверджується, що Піфагора вбили його політичні вороги. Імовірно, йому майже вдалося їх випередити, але він дійшов до бобового поля і відмовився бігти через нього, оскільки він заборонив боби як ритуально нечисті. Оскільки прорізання поля порушувало б його власні вчення, Піфагор просто перестав тікати і був убитий. Можливо, ця історія була вигадана Неантом із Кізіку, на джерело якого покладалися як Діоген, так і Ямвліх. |
| Анакреонт                               |            | прибл. 485 до н. е.                      | Згідно з Плінієм Старшим, поет Анакреонт, відомий творами про вино, подавився виноградною кісточкою. Британська енциклопедія 1911 року припускає, що «оповідання має вигляд міфічної адаптації до звичок поета» |
| Геракліт Ефеський                       |            | прибл. 475 до н. е.                      | Відповідно до однієї розповіді Діогена Лаертського, грецького філософа Геракліта нібито зжерли собаки після того, як він обмазав себе коров'ячим гноєм, намагаючись вилікувати водянку. |
| Фемістокл                               |            | прибл. 459 до н. е.                      | Фемістокл, афінський полководець, який переміг у битві при Саламіні, насправді помер природною смертю у вигнанні, але, за чутками, він покінчив життя самогубством, випивши розчин подрібнених мінералів, відомий як бичача кров. Легенда широко переказується в класичних джерелах. Англійський класик початку двадцятого століття Персі Ґарднер припустив, що історія про те, як він п'є кров бика, могла бути заснована на неосвіченому неправильному розумінні статуї, яка зображує Фемістокла в героїчній позі, тримаючи чашу як жертву богам. Комедійний драматург Арістофан згадує Фемістокла, який п'є кров бика у своїй комедії «Вершники» (поставлена в 424 р. до н. е.), як найгероїчніший спосіб смерті людини. |
| Есхіл                                   |            | прибл. 455 до н. е.                      | Згідно з Валерієм Максимом, Есхіл, найстарший із трьох великих афінських трагіків, був убитий черепахою, яку скинув орел, який прийняв його лисину за камінь, придатний для розбиття панцира рептилії. Пліній у своїй «Природній історії» додає, що Есхіл залишався на вулиці, щоб уникнути пророцтва про те, що того дня він буде вбитий «під час падіння будинку». |
| Емпедокл Акрагантський                  |            | прибл. 430 до н. е.                      | Емпедокл з Акрагаса був досократичним філософом з острова Сицилія, який в одній зі своїх поем, що збереглися, заявляє, що став «божественною істотою… більше не смертною». За словами Діогена Лаерція, він намагався довести, що він безсмертний бог, стрибнувши на вулкан Етна, діючий вулкан. На цю легенду посилався також римський поет Горацій. |
| Согдіан                                 |            | прибл. 423 до н. е.                      | Правитель імперії Ахеменідів був схоплений своїм зведеним братом Охусом, який стратив його, задушивши попелом. |
| Полідамант Скотусський                  |            | прибл. V ст. до н. е.                    | Фессалійський панкратіаст і переможець 93-ї Олімпіади (408 р. до н. е.) був у печері з друзями, коли на них почав руйнуватися дах. Вірячи, що його величезна сила може запобігти обвалу, він підняв руки на дах, намагаючись підтримати його, коли каміння обрушувалося навколо нього. Це дало достатньо часу його друзям, щоб втекти з печери та дістатися безпечного місця, але Полідама був розчавлений до смерти |
| Софокл                                  |            | прибл. 406 до н. е.                      | Ряд «чудових» легенд про смерть Софокла, ще одного з трьох великих афінських трагіків, записані в пізньоантичному «Житті Софокла». За однією з легенд, він подавився незрілим виноградом. Інший каже, що він помер від радості, коли почув, що його остання п'єса була успішною. Третя версія повідомляє, що він помер від задухи, прочитавши вголос довгий монолог із кінця своєї п'єси «Антігона», не зупиняючись, щоб перевести подих для пунктуації. |
| Мітридат                                |            | 401 до н. е.                             | Мітридат, перський солдат, який збентежив свого царя Артаксеркса II, похвалившись убивством свого суперника Кіра Молодшого (який був братом Артаксеркса II), був страчений скафізмом. Лікар царя, Ктесій, повідомив, що Мітридат пережив катування комахами протягом 17 днів. |
| Демокрит Абдерський                     |            | прибл. 370 до н. е.                      | За словами Діогена Лаертського, грецький філософ-атоміст Демокрит Абдерський помер у віці 109 років; коли він був на смертному одрі, його сестра дуже хвилювалася, оскільки їй потрібно було виконати свої релігійні зобов'язання перед богинею Артемідою під час наближення триденного фестивалю Тесмофорія. Демокрит наказав їй покласти йому під ніс буханець теплого хліба, і зміг вижити протягом трьох днів свята, нюхаючи його. Він помер одразу після закінчення фестивалю. |
| Діоген Сінопський                       |            | прибл. 323 до н. е.                      | За словами біографа III століття Діогена Лаертського, він помер, з'ївши сирого восьминога. Однак його сучасники стверджували, що він помер, затримавши дихання. |
| Анаксарх                                |            | прибл. 320 до н. е.                      | За словами Діогена Лаертського, Анаксарх викликав ворожнечу тиранічного правителя Кіпру Нікокреона за недоречний жарт, який він відпустив про тиранів на бенкеті в 331 році до н. Коли Анаксарх відвідав Кіпр, Нікокреонт наказав забити його до смерті в ступі. Під час тортур Анаксарх сказав Нікокреонту: «Просто стукай Анаксарха в мішок, ти не товчи Анаксарха». Тоді Нікокреон погрожував відрізати йому язик; Анаксарх відкусив його і плюнув в обличчя правителю. |
| Антифан                                 |            | прибл. 310 до н. е.                      | Антифан був відомим комічним поетом середньоаттичної комедії. Суда стверджує, що він помер від удару грушею. |
| Цар У (династія Цінь)                   |            | прибл. 307 до н. е.                      | Як повідомляється, король і член династії Цінь викликав свого друга Мен Юе на змагання з підйому. Коли Ву спробував підняти гігантський бронзовий горщик, який, як вважають, був відлитий для Юя Великого, він розтрощив йому ногу, завдавши смертельних травм. Мен Юе та його родина були засуджені до страти. |
| Агатокл Сиракузький                     |            | 289 до н. е.                             | Агатокл, грецький тиран Сиракуз, був убитий отруєною зубочисткою. |
| Пірр Епірський                          |            | 272 до н. е.                             | Під час битви за Аргос Пірр бився з македонським солдатом на вулиці, коли літня мати солдата впустила черепицю на голову Пірра, зламавши йому хребет і зробивши його паралізованим. За словами солдата на ім'я Зопір, вони потім обезголовили царя. |
| Філет Коський                           |            | прибл. 270 до н. е.                      | Філіт Коський, грецький інтелектуал, за словами Атинея, так інтенсивно вивчав аргументи та помилкове слововживання, що знесилений і помер від голоду. Британський класик Алан Кемерон припускає, що Філіт помер від виснажливої хвороби, яка, як його сучасники жартували, була спричинена його педантичністю. |
| Зенон Кітіонський                       |            | прибл. 262 до н. е.                      | Зенон із Кітіуму — грецький філософ із Кітіуму (Кітіон), Кіпр. Виходячи зі школи, він спіткнувся і впав, зламавши палець на нозі. Вдаривши кулаком по землі, він процитував рядок із «Ніоби»: «Я йду, я йду, чому ти мене кличеш?» Через затримку дихання він помер на місці. |
| Цінь Ши Хуан-ді                         |            | вересня 210 до н. е.                     | Цінь Ши Хуан-ді, перший імператор Китаю, серед артефактів і скарбів якого входить Теракотова армія, помер після того, як проковтнув кілька таблеток ртуті, вірячи, що це дасть йому вічне життя. |
| Хрісіпп Сольский                        |            | прибл. 206 до н. е.                      | В одному стародавньому звіті про смерть Хрісіппа, грецького філософа-стоїка третього століття до нашої ери, розповідається, що він помер від сміху після того, як побачив, як віслюк їв його інжири; він наказав рабу напоїти осла чистим вином, яким він запив їх, а потім, «…занадто насміявшись, він помер» (Діоген Лаертський 7.185). |
| Ганнібал                                |            | прибл. 183 до н. е. — 181 до н. е.       | Згідно з легендою, карфагенський полководець таємничим чином помер від поранення пальця мечем, коли сідав на коня. Кажуть, що ця подія призвела до гарячки, від якої він помер через 3 дні. Однак деякі інші історії припускають, що це було отруєння. Справжня причина досі невідома. |
| Елізар Аваран                           |            | прибл. 163 до н. е.                      | Елізар Аваран був братом Юди Маккавея. Згідно з Першой книги Макавеїв 6:46, під час битви він встромив свій спис у черево бойового слона царя, який зомлів і впав на Елеазара, миттєво вбивши його. |
| Маній Аквілій та Марк Ліциній Красс     |            | прибл. I ст. до н. е.                    | Аквілій, римський консул часів пізньої Римської республіки, був відправлений послом до Малої Азії в 90 році до нашої ери, щоб відновити Нікомед IV Віфінії в його королівстві після того, як останній був вигнаний Мітрідатом VI Понтійським. Але Аквілій спонукав Нікомеда здійснити набіг на частину території Мітрідата, що поклало початок Першій Мітрідатовій війні. Аквілій був схоплений і доставлений до Мітрідата, який у 88 р. до н. е. стратив його, вливши йому в горло розплавлене золото. Відповідно до однієї історії, Марк Ліциній Красс, римський полководець і державний діяч, який був дуже жадібним, незважаючи на те, що його називали «найбагатшою людиною в Римі», був страчений таким же чином парфянами після того, як вони перемогли його в битві при Каррах в 53 році до нашої ери, символічно висміюючи його жагу багатства. Проте точаться суперечки щодо того, чи так Красс зустрів свій кінець. |
| Квінт Лутацій Катул                     |            | прибл. 87 до н. е.                       | Після того, як його колишній товариш по зброї Гай Марій захопив Рим і притягнув його до кримінальної відповідальності за кримінальний злочин, консул Римської республіки закрився у своєму будинку, який був нагрітий до високої температури та вимазаний вапном, таким чином задихнувшись. |
| Порція Катона                           |            | червня 43 до н. е. до жовтня 42 до н. е. | Донька Марка Порція Катона Утіценсія та друга дружина Марка Юнія Брута, згідно з давніми істориками, такими як Кассій Діон та Аппіан, покінчила з собою, проковтнувши гаряче вугілля. Сучасні історики вважають цю казку неправдоподібною. |
| Клеопатра і дві служниці Ірас і Харміон |            | серпня 30 до н. е.                       | Хоча існує кілька розповідей про те, як померла 39-річна остання цариця королівства Птолемеїв, найпоширенішим є те, що вона вбила себе аспидом (гадюкою) разом із двома своїми служницями. |
| Клавдій Друз                            |            | прибл. 20 рік н. е.                      | За словами Светонія, Клавдій Друз, старший син майбутнього римського імператора Клавдія, загинув під час гри з грушею. Підкинувши грушу високо в повітря, він упіймав її ротом, коли вона повернулася, але вдавився нею, померши від асфіксії. |
| Тиберій                                 |            | 16 березня 37                            | Римський імператор Тиберій помер у Мізенумі у віці 78 років. Згідно з Тацитом, імператор, здавалося, помер, і Калігулу, який був на віллі Тиберія, вітали з його спадкоємством імперії, коли надійшла новина, що імператор ожив і відновив свої здібності. Ті, хто кілька хвилин тому впізнав Калігулу як Августа, втекли, боячись гніву імператора, тоді як Макрон, префект преторіанської гвардії, скористався хаосом, щоб задушити Тиберія його власною постільною білизною, остаточно вбивши його. |
| Апостол Петро                           |            | Між 64–68 роками нашої ери               | Святий Петро, апостол Ісуса, був розіп'ятий догори ногами в Римі, ґрунтуючись на його заяві про те, що він негідний померти так само, як і його Спаситель. |
| Апостол Варфоломій                      |            | 69 або 68 рік нашої ери                  | Святий Варфоломій, апостол Ісуса Христа, помер після того, як його або вибили з ладу та кинули в море, або зняли живцем і обезголовили на теренах сучасного Азербайджану. |
| Антипа Пергамський                      |            | 68 або 92 рік нашої ери                  | Антипу спалили живцем у мідному бику за те, що він нібито виганяв демонів, яким поклонялися в Пергамі. |
| Симон Кананіт                           |            | 1 ст. до н. е.                           | Згідно з давньою традицією, Симона, апостола Ісуса, розпиляли навпіл у Персії. |
| Святий Лаврентій (Римський)             |            | 258                                      | Диякон святий Лаврентій був живцем підсмажений на гігантській решітці під час гонінь Валер'яна. Пруденцій розповідає, що він жартував зі своїми мучителями: «Переверніть мене — я покінчив з цим». Зараз він є покровителем кухарів, шефів і коміків. |
| Марк Аретузький                         |            | 362                                      | Християнського єпископа і мученика Марка Аретузького повісили в кошику, намазаному медом, щоб бджоли зажалили його до смерті. |
| Святий Касіян Імольський                |            | 13 серпня 363                            | Касіяна Імольського було засуджено до смерті Юліаном Відступником і було передано його учням для виконання злочину, що вони й зробили, прив'язавши його до стовпа та завдавши удару отруєним стилем. |
| Валентиніан I                           |            | 17 листопада 375                         | Римський імператор Валентиніан I переніс інсульт, який був спровокований гнівними криками на іноземних посланців. |
| Аттіла                                  |            | прибл. 453                               | Повідомляється, що гун Аттіла помер у свою шлюбну ніч, задихнувшись власною кров'ю, яка текла йому в рот від носової кровотечі. |

## Середньовіччя
| Ім'я особи                          | Зображення | Дата смерті       | Тонкощі |
| ----------------------------------- | ---------- | ----------------- | --- |
| Констант II                         |            | 15 липня 668      | Візантійський імператор, убитий відром за словами Теофіла Едеського. |
| Лі Бо                               |            | 30 листопада 762  | Відомий китайський поет VIII століття помер п'яним після обіймів Місяця. Катаючись на човні річкою Янцзи, він побачив у воді відображення Місяця. Коли він спробував обійняти його, то впав з човна і згодом потонув. |
| Попель II                           |            | 830               | За легендою, після того, як дружина розпусного польського правителя отруїла його дядьків, щоб вони не звільнили його, орда щурів і мишей вискочила з тіл дядьків, які були кинуті в озеро Гопло, і переслідували Попеля та його дружину до вежа, в якій вони знайшли притулок і з'їли їх живцем. |
| Раґнар Лодброк                      |            | прибл. 865        | Кажуть, що Раґнар Лодброк, напівлегендарний вождь вікінгів, чиї подвиги описані в сазі про нього, ісландській сазі тринадцятого століття, був схоплений Еллою II з Нортумбрії, яка наказала його стратити, кинувши в яму зі зміями. |
| Людовик III (король Франції)        |            | 5 серпня 882      | Людовик III, король Західної Франкії, помер у віці близько 18 років у Сен-Дені. Сідаючи на коня, щоб переслідувати дівчину, яка бігла шукати притулку в будинку свого батька, він вдарився головою об перемичку низьких дверей і впав, зламавши собі череп. |
| Василій I Македонянин               |            | 29 липня 886      | Візантійський імператор, пояс Василя заплутався між рогами оленя під час полювання, і згодом тварина тягнула імператора 16 миль (26 км) через ліс. Через цей нещасний випадок Василь підхопив гарячку і незабаром помер. |
| Сиґурд Могутній (граф Оркні)        |            | 892               | Сиґурд Могутній, другий граф Оркні, прив'язав голову свого переможеного ворога Маеля Бриґте до сідла свого коня. Згідно з давньоскандинавськими сагами «Коло Земне» та Оркнейській, зуби Бриґте торкнулися ноги Сігурда, коли той їхав, спричинивши смертельну інфекцію. |
| Гаттон ІІ                           |            | 18 січня 970      | Згідно з легендою, архієпископа Майнца, як і польського правителя Попеля, заживо з’їли гризуни. |
| Олександр (візантійський імператор) |            | 6 червня 913      | Помер від хвороби шлунка, спричиненої надмірною їжею та алкоголем, нібито після гри в циканіон (поло) у стані алкогольного сп'яніння. |
| Ісмаїл бін Хаммад Аль-Джавхарі      |            | 1003 чи 1010      | Казахський тюрколог із Фараба загинув після невдалого авіавипробування. Кажуть, що він використав два дерев'яних крила та мотузку. Він зістрибнув з даху мечеті Нісабур і помер від удару. Його смерть, швидше за все, сталася через те, що він мав марення бути птахом. Аль-Джавхарі вважається першою людиною, яка загинула внаслідок авіаційного винаходу. |
| Едмунд II Залізобокий               |            | 30 листопада 1016 | Едмунд II Залізобокий, король Англії в 1016 році, нібито отримав ножове поранення в унітазі вбивцею, яка ховалася під ним. |
| Бела I (король Угорщини)            |            | 11 вересня 1063   | Бела I Угорщини, коли Священна Римська імперія вирішила розпочати військову експедицію проти Угорщини, щоб відновити молодого Соломона на троні, був серйозно поранений, коли «його трон зламався під ним» у його садибі в Демеш. Короля — який був «напівмертвим», згідно з «Ілюстрованою хронікою» — було доставлено до західних кордонів його королівства, де він помер біля струмка Каніжа 11 вересня 1063 року.                                                             |
| Філіпп Молодий                      |            | 13 жовтня 1131    | Загинув під час поїздки Парижем, коли його кінь спіткнувся об чорну свиню, яка вибігала з купи гною. |
| Генрих I Боклерк                    |            | 1 грудня 1135     | Відвідуючи родичів, Генрих нібито з'їв занадто багато міног всупереч пораді свого лікаря, що спричинило біль у його кишках і, зрештою, його смерть. |
| Іоанн II Комнін                     |            | 1 квітня 1143     | Під час полювання на кабана порізався отруєною стрілою, а потім помер від інфекції. |
| Папа Римський Адріан IV             |            | 1 вересня 1159    | Повідомляється, що єдиний англієць, який був Папою Римським, помер від того, що вдавився мухою, коли пив джерельну воду. |
| Жертви Ерфуртської катастрофи       |            | 26 липня 1184     | Поки Генрих VI, король Німеччини, проводив неофіційну асамблею в Петербурзькій Цитаделі в Ерфурті, сукупна вага зібраних дворян спричинила обвал дерев'яного другого поверху будівлі. Більшість дворян провалилися у вигрібну яму під першим поверхом, де близько 60 з них потонули в рідких екскрементах. |
| Фрідріх I Барбаросса                |            | 10 червня 1190    | Очолюючи німецьку армію в Третьому хрестовому поході, імператор Священної Римської імперії несподівано потонув під час купання в річці Салеф. |
| Енрике I (король Кастилії)          |            | 6 червня 1217     | Енрике I, король Кастилії, був убитий черепицею, що впала з даху. |
| Анґерран III де Сусі                |            | 1 січня 1242      | Анґерран III, французький дворянин і лорд графства, помер у віці 60 років, коли під час важкої їзди він упав з коня та наштовхнувся на власний меч. |
| Ґруффуд ап Ллівелін аб Іорверт      |            | 1 березня 1244    | Первісток Ллівеліна Великого загинув під час спроби спуститися з Лондонського Тауера під час спроби втекти. За словами англійського чернеця та літописця Матвія Паризького, мотузка, зроблена з простирадл та інших тканин, обірвалася, і його шия була зламана під час падіння. |
| Аль-Мустасім                        |            | 20 лютого 1258    | Аль-Мустасім, останній аббасидський халіф Багдада, був страчений своїми монгольськими поневолювачами, згорнутий у килим, а потім затоптаний кіньми. |
| Едуард II (король Англії)           |            | 21 вересня 1327   | Подейкували, що Едуарда II, короля Англії, було вбито після того, як його дружина Ізабелла та її коханець Роджер Мортимер скинули з престолу та ув'язнили його, вставивши йому в анус ріг, крізь який вставили розпечене залізо, випаливши внутрішні органи без позначення свого тіла. Однак немає реального академічного консенсусу щодо способу смерті Едуарда II, і було правдоподібно стверджувати, що ця історія є пропагандою.                                             |
| Ян I Сліпий                         |            | 26 серпня 1346    | Ян I Сліпий, який був сліпим протягом 10 років, загинув у битві при Кресі, коли — за його наказом — його супутники прив'язали поводи своїх коней до його власних і кинулися. У бійці, що зав'язалася, він був убитий. |
| Карл II Злий (король Наварри)       |            | 1 січня 1387      | Сучасний хроніст Фруассар розповідає, що король Карл II Наваррський, відомий як «Карл Поганий», який страждав від хвороби в старості, був наказаний своїм лікарем щільно зашити його в лляне простирадло, змочене дистильованим спиртом. Легкозаймисте полотно випадково загорілося і Чарльз пізніше помер від отриманих опіків. Фруассар вважав жахливу смерть Божим судом над королем.                                                                                         |
| Мартин (король Арагону)             |            | 31 травня 1410    | Мартин Арагонський помер від поєднання диспепсії та неконтрольованого сміху. Згідно з традицією, Мартин страждав від розладу травлення через те, що з'їв цілого гусака, коли його улюблений блазень Борра увійшов у спальню короля. Коли Мартін запитав Борру, де він був, блазень відповів: «Зі сусіднього виноградника, де я побачив молодого оленя, який висів за хвіст на дереві, ніби хтось так покарав його за крадіжку інжиру». Цей жарт змусив короля померти від сміху. |

## Відродження
| Ім'я особи                              | Зображення | Дата смерті       | Тонкощі |
| --------------------------------------- | ---------- | ----------------- | --- |
| Джордж (герцог Кларенський)             |            | 18 лютого 1478    | 1-й герцог Кларенський нібито був страчений, втопивши в бочці вина з винограду сорта Мальвазія, мабуть, за його власним вибором, коли він погодився, що його вб’ють. |
| Карл VIII Люб'язний (король Франції)    |            | 7 квітня 1498     | Французький король помер в результаті удару головою об перемичку дверей, коли йшов дивитися гру в реал-теніс. |
| Жертви танцювальної чуми 1518 року      |            | липня 1518        | Кілька людей померли від серцевих нападів, інсультів або перевтоми під час танцювальної манії, яка сталася в Страсбурзі, Ельзас (Священна Римська імперія). |
| Роберт Пакінґтон                        |            | 13 листопада 1536 | 47-річного торговця було вбито в Лондоні пістолетом із замком, що зробило його смерть першим політичним убивством, здійсненим із вогнепальної зброї. |
| П'єтро Аретіно                          |            | 21 жовтня 1556    | Кажуть, що впливовий італійський письменник і розпусник помер від задухи через те, що надто сміявся над непристойним жартом під час трапези у Венеції. За іншою версією, він впав зі стільця від зайвого сміху, зламавши собі череп. |
| Генріх II (король Франції)              |            | 10 липня 1559     | 30 червня 1559 року біля площі Вогезів відбувся турнір на честь укладення миру в Като-Камбрезі з давніми ворогами французького короля, австрійськими Габсбургами, а також на честь одруження його доньки Єлизавети Валуа з іспанським королем Філіпом II. . Під час лицарського поєдинку Генрі, одягнений у кольори своєї коханки Діани де Пуатьє, був поранений в око осколком списа Габріеля Монтгомері, капітана Королівської шотландської гвардії. Незважаючи на зусилля королівських хірургів Амбруаза Паре та Андреаса Везалія, придворні лікарі врешті-решт «захищали вичікувальну стратегію»; в результаті невилікувані пошкодження очей і мозку короля призвели до його смерті від сепсису через десять днів. Його смерть відіграла значну роль у занепаді лицарських змагань як виду спорту, особливо у Франції.                                                                                                  |
| Емі Робсарт                             |            | 8 вересня 1560    | 28-річну дружину Роберта Дадлі, графа Лестера, знайшли мертвою біля сходів із двома ранами на голові та зламаною шиєю. Теорії припускають, що вона кинулася зі сходів. |
| Ганс Штайнінґер                         |            | 1567              | Бургомістр Браунау (тоді Баварія, нині Австрія) помер, коли зламав шию, спіткнувшись об власну бороду. Бороду, довжина якої на той час становила 4,5 фута (1,4 м), зазвичай зберігали згорнутою в шкіряний мішечок. |
| Марко Антоніо Браґадін                  |            | 17 серпня 1571    | Венеціанський генерал-капітан Фамагусти на Кіпрі був жахливо вбитий після того, як османи захопили місто. Його тягнули по стінах з мішками землі та каменем на спині; Потім його прив'язали до стільця і підняли на кріплення турецького флагманського корабля, де він піддався глузуванням матросів. Нарешті його доставили на місце страти на головній площі, прив’язали голяка до колони й живцем здерли шкіру. Шкіра Браґадіна була набита соломою та зшита, на неї знову нанесені його військові знаки відмінності, і виставлено верхи на бику в глузливій процесії вулицями Фамагусти. Жахливий трофей був піднятий на щогловому вимпелі особистої галери османського командувача Аміра аль-Бахра Мустафи-паші, який мав бути доставлений до Константинополя як подарунок для султана Селіма II. Шкіру Брагадіна в 1580 році вкрав венеціанський моряк і повернув до Венеції, де її прийняли як героя, що повернувся. |
| Жертви Чорного Оксфордського асизу 1577 |            | липня 1577        | В Оксфорді, Англія, щонайменше 300 людей, у тому числі лорд-головний барон казначейства сер Роберт Белл і сержант Ніколас Баргем, загинули під час суду над Роулендом Дженксом, католицьким книготорговцем, засудженим за розповсюдження брошур, що ганьблять королеву Єлизавету I, на асизі в Оксфорді. Повідомляється, що серед загиблих немає жінок і дітей. |
| Марія I Стюарт (король Шотландії)       |            | 8 лютого 1587     | 44-річній королеві Шотландії сказали, що її мають стратити за підготовку вбивства її двоюрідної сестри, королеви Єлизавети I. Однак, коли кат, відомий лише як Булл, приготувався відрубати їй голову сокирою, перший удар не вбив Мері. Це вдарило лише по голові. Другий удар перерізав шию, але сухожилля залишилося. Пізніше кат відірвав голову Мері, щоб виявити, що її волосся було перукою. |
| Ендрю Перн                              |            | 26 квітня 1589    | Віце-канцлер Кембриджського університету та декан Елі був відомий своїми частими релігійними наверненнями, щоб відповідати усталеній вірі того часу в Англії. Повідомляється, що він помер через те, що почув, як блазень королеви Єлизавети I пожартував про його невизначений духовний стан, називаючи його «той, хто не є ні небом, ні землею, але висить між ними». |
| Тихо Браге                              |            | 24 жовтня 1601    | Астроном захворів на сечовий міхур або нирки після відвідування бенкету в Празі й помер через одинадцять днів. Згідно з розповіддю Йоганна Кеплера з перших вуст, Браге відмовився залишити бенкет, щоб справити нужду, оскільки це було б порушенням етикету. Після того, як він повернувся додому, він більше не міг мочитися, за винятком дуже малих кількостей і з нестерпним болем. Хоча спочатку це приписувалося каменю в нирках, а пізніше — можливому отруєнню ртуттю, сучасні аналізи вказують на те, що смерть Браге стала результатом смертельного випадку уремії, викликаної запаленням простати. |

## Ранній новий період
| Ім'я особи                               | Зображення | Дата смерті     | Тонкощі |
| ---------------------------------------- | ---------- | --------------- | --- |
| Сер Френсіс Бекон                        |            | 9 квітня 1626   | Англійський філософ і державний діяч помер від пневмонії після того, як набив курячу тушку снігом, щоб дізнатися, чи можна в ній зберегти м'ясо. |
| Фулк Ґревіл, 1-й барон Брук              |            | 30 вересня 1628 | Невдоволений слуга вдарив англійського поета, драматурга та державного діяча ножем у живіт після того, як він скористався туалетом. Лікарі обробили рани тваринним жиром, який згнив, спричинивши смертельну гангрену. |
| Єрґ Єнач                                 |            | 24 січня 1639   | Швейцарський політичний лідер був убитий людиною, яка одяглася в костюм ведмедя, щоб він міг вбити його сокирою. Інші історії кажуть, що сокира була та сама, якою Єнач убив суперника. |
| невідомий чоловік                        |            | 15 вересня 1640 | Невідомий чоловік плавав у річці Святої Марії і був убитий акулою, це була перша смертельна акула в Північній Америці. |
| Сефі I (шах Персії)                      |            | 12 травня 1642  | Сефевідський правитель Ірану нібито помер через алкогольне сп'яніння під час пиятики із запрошеним із Мегрелії грузинським вельможею Шеданом Чіладзе. |
| Томас Ґрейнджер                          |            | 8 вересня 1642  | Ґрейнджера стратили за пограбування кобили, корови, двох кіз, п’яти овець, двох телят та індика. Ґрейнджер була однією з перших людей, страчених у Плімутській колонії, і першим кавказьким неповнолітнім, засудженим до смертної кари та страченим на території нинішніх Сполучених Штатів. Кобилу, корову і телят також стратили. |
| Сер Артур Астон                          |            | 1649            | Під час облоги Дрогеди армія Олівера Кромвеля до смерті забила Артура Астона його власною дерев’яною ногою, оскільки вони підозрювали, що всередині сховані золоті монети. |
| Двоє невідомих хлопців                   |            | 1650            | Двоє хлопчиків з Вікема, графство Дарем, загинули в результаті наїзду вагона на дерев'яному потягу. Зазвичай це вважається найранішою відомою залізничною катастрофою. |
| Сер Томас Уркгарт                        |            | 1660            | Кажуть, шотландський аристократ, ерудит і перший перекладач творів Франсуа Рабле англійською мовою помер зі сміху, почувши, що Карл II зайняв трон. |
| Джеймс Беттс                             |            | 1667            | Помер від асфіксії після того, як Елізабет Спенсер запечатала його в серванті в коледжі Тіла Христового, Кембридж, намагаючись сховати його від свого батька, Джона Спенсера. |
| Франсуа Ватель                           |            | 24 квітня 1671  | Мажордом принца Людовика II де Бурбон-Конде був відповідальним за бенкет на 2000 осіб, організований на честь короля Людовика XIV у фортеці Шантії, де він помер. Згідно з листом мадам де Севіньє, Ватель був настільки засмучений пізньою доставкою морепродуктів та іншими нещасними випадками, що покінчив життя самогубством своїм мечем, а його тіло було виявлено, коли хтось прийшов повідомити йому про прибуття риби.                                                                 |
| Мольєр                                   |            | 17 лютого 1673  | Французький драматург переніс легеневу кровотечу, викликану туберкульозом, коли грав роль іпохондрика у власній п'єсі «Удаваний хворий». Він замаскував свою конвульсію як частину свого виступу та закінчив шоу, яке закінчується мертвим персонажем у кріслі. Після вистави його віднесли в кріслі додому, де він і помер. |
| Бхай Маті Дас Бхай Саті Дас Бхай Даяла   |            | 1675            | Цю трійцю шанують як ранніх сикхських мучеників. За наказом імператора Великих Моголів Аурангзеба Бхай Маті Дас був страчений, прив’язаний між двома стовпами та розпиляний навпіл, тоді як його молодшого брата Бхай Саті Даса загорнули у вату, змочену олією, і підпалили, а Бхай Даялу зварили в казан, наповнений водою і обсмажений на деревному вугіллі. |
| Томас Отвей                              |            | 14 квітня 1685  | Англійський драматург переживав важкі часи, він страждав від бідності в останні роки життя, і через голод був змушений жебракувати про їжу. Джентльмен, який упізнав його, дав йому гінею, з якою він поспішив до пекарні, купив булочку й захлинувся від першого ковтка. |
| Жан Батіст Люллі                         |            | 22 березня 1687 | Французький композитор помер від гангренозного абсцесу після того, як випадково проколов ногу посохом, коли він енергійно диригував "Тебе, Бога, хвалимо". У той час було прийнято диригувати, стукаючи посохом об підлогу. Він відмовився від ампутації ноги, щоб усе ще міг танцювати |
| Вільгельм III Оранський                  |            | 8 березня 1702  | Король Англії їхав на коні, коли той наткнувся на кротовину. Вільям впав і зламав ключицю, потім заразився пневмонією і через кілька днів помер. Кажуть, що після його смерті якобіти виголошували тости на честь крота, називаючи його «маленьким джентльменом у чорному оксамитовому жилеті». |
| Ганна Твінной                            |            | жовтня 1703     | 33-річна буфетниця The White Lion була розтерзана до смерті тигром у Малмсбері, графство Вілтшир. Вона була першою людиною, яку вбив тигр в історії Великобританії. |
| Фредерик, принц Уельський                |            | 31 березня 1751 | Син короля Георга II та батько короля Георга III помер від тромбоемболії легеневої артерії, але зазвичай стверджували, що його вбили від удару крикетним м'ячем. |
| Профессор Ґеорґ Вільгельм Ріхманн        |            | 6 серпня 1753   | Російський фізик загинув, коли куля кульової блискавки, яку він створив у своїй лабораторії, влучила йому в лоб. |
| Генрі Голл                               |            | 8 грудня 1755   | 94-річний британський доглядач маяка помер через кілька днів після гасіння пожежі у вежі Рудьєрда, під час якої розплавлений свинець з даху впав йому в горло. Його розтин показав, що «діафрагмальне верхнє гирло шлунка сильно запалене і виразкове, а тунція в нижній частині шлунка спалена; і з великої порожнини витяг великий шматок свинцю... який важив рівно сім унцій, п'ять драхм і вісімнадцять гранів». Зараз шматок свинцю знаходиться в колекції Національного музею Шотландії. |
| Станіслав Лещинський                     |            | 23 лютого 1766  | Герцог Лотарингії і колишній король Польщі помер від ран після того, як його шовкове вбрання загорілося від іскри, коли він сидів біля каміна у своєму палаці Люневіль. |
| Джон Дей                                 |            | 20 червня 1774  | Англійський столяр і колесник був першою людиною, яка загинула в аварії на підводному човні. Дей занурився в Плімут-Саунд у дерев’яній камері для підводного плавання, прикріпленій до шлюпа під назвою «Марія», і більше не виходив на поверхню. |
| невідома наложниця короля Тетуя з Мангаї |            | 1777            | Приблизно в 1777 році на острові Мангая на островах Кука внаслідок падіння кокосового горіха загинула наложниця короля Тетуї. |
| Полковник Френсіс Барбер                 |            | 2 лютого 1783   | 32-річний полковник загинув, коли на нього впало дерево, коли він їхав на коні, щоб повечеряти з Джорджем Вашингтоном у Ньюбурзі, штат Нью-Йорк. |
| Джеймс Отис-молодший                     |            | 23 травня 1783  | 58-річний син відомого адвоката Джеймса Отиса загинув від удару блискавки в Андовері, штат Массачусетс. |
| Франтішек Кочвара                        |            | 2 вересня 1791  | 31-річний чеський скрипаль, перебуваючи в Лондоні, відвідав повію на ім’я Сюзанна Гілл і попросив зв’язати його шию петлею навколо дверної ручки, і він помер після статевого акту в результаті еротичної асфіксії. |
| Семюел Спенсер                           |            | 20 березня 1793 | Адвокат із Північної Кароліни та колишній полковник спав на ґанку в окрузі Енсон у червоній кепці. Хита голова Спенсера привернула увагу індички, яка вважала Спенсера іншою індичкою та смертельно поранила 59-річного чоловіка своїми кігтями. |

## XIX століття
| Ім'я особи                                             | Зображення | Дата смерті      | Тонкощі |
| ------------------------------------------------------ | ---------- | ---------------- | --- |
| Томас Міллвуд                                          |            | 3 січня 1804     | 32-річний штукатур був застрелений акцизним офіцером Френсісом Смітом, який прийняв його за привида Гаммерсміта через його білу форму. Пізніше Сміта засудили до смертної кари, але його вирок замінили на один рік ув'язнення з каторжними роботами, а пізніше того ж року він отримав повне помилування. |
| Джон Каммінгс                                          |            | березня 1809     | Побачивши циркового ковтача ножів, моряк Джон Каммінгс почав насправді ковтати ножі. Одного разу він проковтнув чотири ножі, і швидко позбувся трьох, не погіршивши здоров’я. Пізніше він проковтнув 14 ножів, і через кілька днів з болем у животі всі вони пройшли. Нарешті він проковтнув 20 ножів і футляр для ножів із застібкою, але через кілька днів пройшов лише футляр; він помер після чотирьох років мук. Під час розтину в його кишках знайшли лезо ножа та пружину, а в шлунку – від 30 до 40 уламків металу, дерева та рогу.                                                               |
| Жертви Лондонської пивної повені                       |            | 17 жовтня 1814   | На пивоварні Horse Shoe Brewery компанії Meux & Co вибухнув дерев’яний чан із портером, що бродив тамб заввишки 22 фути (6,7 м), викликавши ланцюгову реакцію та знищивши кілька великих пивних бочок. Згодом пиво затопило сусідні нетрі та вбило 8 людей. Кілька людей також згодом померли від отруєння алкоголем у результаті випаровування спиртного. |
| Ґовернер Морріс                                        |            | 6 листопада 1816 | Автор преамбули до Конституції Сполучених Штатів помер від інфекції, спричиненої тим, що він встромив китову кістку у свої сечовій системі. |
| Вільям Гаскіссон                                       |            | 15 вересня 1830  | 60-річний британський державний діяч, фінансист і член парламенту був насмерть розчавлений ракетою Стівенсона після невдалої спроби повернути локомотив заднім ходом. |
| Вільям Генрі Гаррісон                                  |            | 4 квітня 1841    | 9-й президент Сполучених Штатів помер через місяць після інавґурації від хвороби (можливо, пневмонії або кишкової лихоманки), яка розвинулася після того, як він стояв під дощем, щоб виголосити свою 2-годинну інавгураційну промову, найдовшу з усіх президентів США. Лікування Гаррісона в останній тиждень його життя включало опіум, рицинову олію та п’явки. Гаррісон залишається президентом США, який перебував на посаді найкоротший термін і був першим президентом, який помер на посаді. |
| Джейн Ґудвін                                           |            | 22 жовтня 1844   | 22-річна жінка померла від тугого корсета в церковній стасидії в Данді, Шотландія. |
| Закарі Тейлор                                          |            | 9 липня 1850     | 12-й президент Сполучених Штатів помер від діареї та дизентерії через 5 днів після вживання сирих вишень і молока з льодом під час заходу 4 липня на місці Монумента Вашингтона. Постійні припущення, що Тейлор був отруєний, призвели до ексгумації деяких його останків у 1991 році, але наукові дослідження не виявили доказів отрути. |
| Вільям Снайдер                                         |            | 11 січня 1854    | 13-річний хлопець помер у Сан-Франциско, штат Каліфорнія, після того, як цирковий клоун крутив його за п’яти. |
| Людовит Штур                                           |            | 12 січня 1856    | Видатний словацький актор помер внаслідок вогнепального поранення, яке він ненавмисно завдав під час стрибка через струмок. |
| Жертви Бредфордського отруєння цукерками               |            | 1858             | У Бредфорді, Англія, партія солодощів була випадково отруєна оксидом арсену (III) людиною, яку анонімно називають "Гамбаґ Біллі". Було доставлено та продано близько п’яти ящиків цукерок. Близько 20 людей загинули і 200 постраждали від дії отрути. |
| Джим Крейтон                                           |            | 18 жовтня 1858   | 21-річний американський бейсболіст із Мангеттена помер від болю в животі, ймовірно, спричиненого кидком власного м’яча, який, ймовірно, спричинив розрив сечового міхура або розрив грижі. |
| Джуліус Пітер Ґареше                                   |            | 31 грудня 1862   | Професійний солдат кубинського походження був убитий у перший день битви на річці Стоун, коли гарматне ядро обезголовило його. |
| Матильда Австрійська                                   |            | 6 червня 1867    | Дочка ерцгерцога Альбрехта, герцога Тешенського, підпалила свою сукню, намагаючись приховати сигарету від батька, який заборонив їй палити. |
| Невідома жінка                                         |            | 1869             | Жінка в Ґейтон-ле-Марш, графство Лінкольншир, Англія, серйозно захворіла і згодом померла після того, як 12 років їла власне волосся. |
| Мері Ворд                                              |            | 31 серпня 1869   | Ірландський вчений, натураліст, мікроскопіст, письменник і художник загинув у кареті, побудованій синами Вільяма Парсонса. Коли їхала в кареті, вона врізалася в поворот, через що Уорд вилетіла з вагона, де вона отримала порізи, синці та кровотечу з вух. Це перша відома смертна карета. |
| Клемент Валландиґем                                    |            | 17 червня 1871   | Американський політик і адвокат, який захищав обвинуваченого у вбивстві, випадково застрелився, демонструючи, як жертва могла це зробити. Його клієнта виправдали. |
| Генрі Тейлор                                           |            | листопад 1872    | Носця на кладовищі Кенсал-Ґрін у Лондоні розчавило труною, яку він допомагав нести, після того, як спіткнувся об камінь. Повідомляється, що вдова чоловіка в ньому "ледь не впала в істерику". |
| Джеймс "Джим" Каллен                                   |            | 6 листопада 1873 | 25-річний ірландець став єдиним чоловіком, якого коли-небудь лінчували в Мейплтоні, штат Мен після того, як він вчинив пограбування та забив двох заступників шерифа до смерті сокирою. |
| Невідомий чоловік                                      |            | 1875             | Працівниця фабрики в Манчестері знайшла мишу на своєму столі і закричала. Чоловік кинувся до неї і спробував відігнати її, але вона намагалася сховатися в його одязі, і коли він здивовано ахнув, миша пірнула йому в рот, і він проковтнув її. Миша розірвала та вкусила чоловіка за горло та груди, і він згодом помер «у жахливих муках». |
| Жертви пожежи Дублінського віскі                       |            | 18 червня 1875   | У Те-Лібертіс, Дублін, Ірландія (на той час частина Сполученого Королівства), спалахнула пожежа на митному складі Лоуренса Мелоуна на розі вулиці Арді, де зберігалося 5000 оксофтів (262 500 імперських галонів або 1 193 000 літрів або 315 200 галонів США) віскі зберігалися. Через спеку бочки в сховищі вибухнули, через двері та вікна палаючої будівлі потік віскі. Потім палаюче віскі полетіло по вулицях, де швидко зруйнувало ряд невеликих будинків. Незважаючи на збитки від пожежі, усі 13 загиблих померли в результаті отруєння алкоголем після вживання нерозбавленого розлитого віскі. |
| Джеймс А. Мун                                          |            | 10 червня 1876   | 37-річний коваль, самопроголошений винахідник і ветеран Громадянської війни в США вбив себе за допомогою імпровізованої гільйотини. |
| Королева Сунанта Кумарірат                             |            | 31 травня 1880   | 19-річна королева короля Сіаму Рами V загинула, коли її човен перекинувся. Зібрався великий натовп, але ніхто з них не міг допомогти, тому що дотик до королеви був смертним злочином. |
| Гейґ і ще одна служниця                                |            | жовтня 1881      | Британському слугі одного Берчалла його господар доручив дістати чотирипатронний пістолет, Гейґ зробив це, але під час огляду пістолета він вистрелив собі в щелепу, що спричинило миттєву смерть. Його виявила інша служниця, яка також застрелилася. |
| Сер Вільям Пейн-Ґолвей, 2-й баронет                    |            | 19 грудня 1881   | Колишній депутат британського парламенту помер від серйозних внутрішніх травм, коли він впав на ріпу під час полювання. |
| Луїза Крукшенк                                         |            | липня 1882       | 18-річна дівчина в Брукліні покінчила життя самогубством, проковтнувши фарбу паризької зелені на основі миш'яку. Крукшенк «часто висловлював бажання померти» і зрештою купив фарбу в господарському магазині замість того, щоб купити миш’як в аптеці, що викликало б запитання. Наступного дня Крукшенк грала на піаніно, коли захворіла через фарбу. Повідомляється, що її останніми словами були: «Мамо, я можу тобі сказати. Я взяла Paris Green. Я зробила те, що сказала, що зроблю». |
| Алан Пінкертон                                         |            | 1 липня 1884     | Засновник детективної аґенції Pinkerton спіткнувся об хідник і сильно прикусив собі язик, який заразився гангреною. |
| Семюел Ворделл                                         |            | 31 грудня 1885   | Ліхтарник у Флетбуші, Бруклін, Нью-Йорк, прикріпив до свого будильника камінь вагою 10 фунтів (4,5 кг), який розбивався на підлогу і прокидав його. Напередодні Різдва він переставляв меблі для вечірки, але забув змінити кімнату після цього. Коли наступного ранку спрацював механізм сигналізації, камінь впав йому на голову і вбив його. |
| Джордж Мюриксон                                        |            | 13 травня 1886   | 8-річний хлопчик з округу Арустук, штат Мен, помер від крововиливу після того, як у нього з рота витягли живу змію. Припускали, що змія залізла йому в горло після того, як він «заснув у якомусь полі». |
| Керолайн Єйтс                                          |            | 16 березня 1887  | Згідно з результатами розтину під час її розслідування, 25-річна жінка, яка на той час проживала в Редферні, Новий Південний Уельс, померла від перитоніту внаслідок травми внутрішніх органів, завданої доктором Сабовіскі з наміром «здійснити аборт». |
| Невідомий іракець                                      |            | 22 серпня 1888   | Близько 20:30 злива метеоритів обрушилася «як дощ» на село в Сулейманії, Ірак (тоді частина Османської імперії). Один чоловік загинув, а іншого паралізувало. Його смерть вважається єдиним достовірним випадком смерти від метеорита. |
| Джеймс Джозеф Стамбо                                   |            | 22 лютого 1890   | 7-річна дитина з Монтани впала в гарячі джерела Єллоустонського національного парку. Він був першою зареєстрованою людиною, яка померла в Єллоустоуні. |
| Ісаак Раббанович                                       |            | серпня 1891      | У Вільні (Російська імперія, нині Вільнюс в Литві) ведмідь зайшов у корчму і випив кілька бочок горілки. Коли Раббанович спробував випити алкоголь, він був до смерті обійнятий п’яним ведмедем разом із двома синами та дочкою. Селяни застрелили ведмедя. |
| Невідомий матрос                                       |            | 1892             | |
| Мері Аґнес Лапіш                                       |            | квітня 1893      | Австралійка натрапила на огорожу з колючого дроту, ймовірно, будучи в стані алкогольного сп'яніння, і була задушена хутряним коміром. |
| Джеремая Гаральсон                                     |            | 1895             | Колишній конгресмен Сполучених Штатів від Алабами зникає з історії після того, як у 1895 році був ув’язнений за шахрайство з пенсіями в Олбані, Нью-Йорк. Повідомляється, що його вбила невідома тварина під час видобутку вугілля поблизу Денвера, Колорадо, бл. 1916 р., але історичних свідчень цьому мало або зовсім немає. |
| Айзек Вудс                                             |            | 1896             | 55-річний колодязь працював у колодязі глибиною 25 футів в окрузі Рендолф, штат Джорджія, коли шар бруду та піску вилився в колодязь, поховавши його заживо. |
| Бриджет Дрисколл                                       |            | 17 серпня 1896   | 44-річна жінка, перший зареєстрований випадок пішоходки, загиблої в результаті зіткнення з автомобілем у Великій Британії, була збита на території Кришталевого палацу в Лондоні автомобілем, що належить англо-французькій автомобільній компанії. під час показових поїздок. |
| Саломон Авґуст Андре, Кнут Френкель і Нільс Стріндберґ |            | жовтня 1897      | Група чоловіків померла від виснаження на острові Квітея, намагаючись дістатися до Північного полюса на повітряній кулі. |
| Імператриця Єлизавета Австрійська                      |            | 10 вересня 1898  | Італійський анархіст Луїджі Лучені вдарив тонким напилком під час прогулянки Женевою зі своєю фрейліною Ірмою Старай. Рана пробила перикард і легеню. Її надзвичайно тугий корсет тримав рану закритою, тому вона не усвідомила, що сталося (вважаючи, що її вдарив перехожий), і деякий час йшла далі, перш ніж впасти. |
| Джозеф Ґрил                                            |            | 29 липня 1899    | За даними The Anaconda Standard, господар салону на ім’я Джозеф Ґрил був убитий електричним струмом 102 вольтами електрики та помер у своєму барі в Анаконді, штат Монтана. |

## XX століття

### 1900–1959
| Ім'я особи                                        | Зображення               | Дата смерті       | Тонкощі |
| ------------------------------------------------- | ------------------------ | ----------------- | --- |
| Жертви отруєння пивом у 1900 році в Англії        |                          | 1900              | В регіоні Мідлендз, північному заході Англії та Манчестері лікарі помітили, що у завзятих любителів оніміння рук або ніг. Проте приблизно 41 людина померла від периферичного невриту, і люди вирішили провести розслідування. Вони виявили, що причиною є алкогольна невропатія, викликана неочищеною сірчаною кислотою з додаванням миш'яку. Понад 6000 людей померли від отрути, більшість із них були паралізовані. |
| Джессі Вільям Лезір                               |                          | 25 вересня 1900   | 34-річний американський лікар був упевнений, що переносниками жовтої гарячки є комарі. Він дозволив, щоб його вкусили численні комарі, і через кілька днів помер від хвороби. |
| Жертви катастрофи на День подяки                  |                          | 29 листопада 1900 | Під час матчу з американського футболу The Big Game 1900 року між Каліфорнійськими Голден Беарз і Стенфордським Кардиналом у Сан-Франциско. Великий натовп людей, які не хотіли платити 1 долар США (еквівалент 40 доларів сьогодні) за вхідний квиток, зібрався на даху склодувної фабрики, щоб безкоштовно подивитися. Дах обвалився, багато глядачів викинулися на піч. Із сотень людей на даху щонайменше 100 впали з чотирьох поверхів на завод. Ще від 60 до 100 людей впали прямо на верхню частину печі, температура поверхні якої, за оцінками, становила близько 500 °F (260 °C). В результаті обвалу даху були обірвані паливні труби, на багатьох постраждалих було розбризкано гаряча олива. Паливо також спалахнуло, запаливши багато тіл. Двадцять три людини загинули, ще понад 100 отримали поранення. Ця катастрофа залишається найбільшою за кількістю жертв аварією на спортивних змаганнях в історії США. |
| Джеймс Дойл-молодший                              |                          | 30 січня 1901     | Лінійний робітник у Смартсвіллі, штат Каліфорнія, загинув від удару електричним струмом через телефонну трубку після того, як обірвана лінія електропередач торкнулася телефонного дроту. |
| Адельберт С. Гей                                  |                          | 23 червня 1901    | 24-річний американський консул і політик помер після падіння з висоти 60 футів (18 м) з вікна готелю New Haven House в Нью-Гейвені, Коннектикут. Газета San Francisco Call припускала, що Гей сидів біля вікна для повітря і в кінцевому підсумку заснув, що й призвело до його смерті. |
| Стентон Вокер                                     |                          | 25 жовтня 1902    | 20-річний хлопець дивився на аматорську бейсбольну гру в Морристауні,, штат Огайо, разом з двома друзями, які сиділи по обидва його боки. Один з друзів попросив ножа від іншого, щоб загострити свій олівець, так як він вів рахунок, і коли він закінчив, передав ніж Вокеру, щоб той передав його іншому другові. Поки Вокер тримав ніж, м'яч, відлетівши не в ту сторону, вдарив його по руці і загнав ніж у груди поруч з серцем. Його друзі спитали, чи він постраждав, і він відповів "не дуже", але рана швидко почала сильно кровоточити, і він помер через кілька хвилин. |
| Невідомий гаваєць                                 |                          | 1903              | Невідомого чоловіка забили до смерті Біблією під час невдалого церемонії зцілення в Гонолулу, Гаваї. Його лікували від малярії, коли його родина викликала Кахуну, який вирішив, що він був одержимий дияволами і намагався вигнати демонів; Кахуну було пред'явлено звинувачення в ненавмисному вбивстві. |
| Ед Делаганті                                      |                          | 2 липня 1903      | Американський бейсболіст Філліз помер після того, як його зняли з поїзда в стані алкогольного сп’яніння, він впав з Міжнародного мосту та переплив Ніагарський водоспад. Повідомляється, що Делаганті випив п’ять рюмок віскі, зламав футляр із пожежною сокирою, спробував штовхнути через перегородку, і нібито схопив жінку за щиколотки та спробував витягнути її зі спального місця. Можливо, він також погрожував іншим пасажирам бритвами. Провідниця зняла його з поїзда і попросила заспокоїтися, тому що він все ще в Канаді, на що він нібито крикнув: «Мені все одно, в Канаді я чи мертвий!» Пізніше він зіткнувся і, можливо, побився з Семом Кінгстоном, місцевим нічним сторожем, після чого пішов у річку та переплив водоспад. Розповідь Кінгстона про інцидент була неоднозначною та суперечливою; незрозуміло, чи Делаханті навмисно штовхнули, він випадково впав чи вирішив стрибнути.                   |
| Бенджамін Тейлор А Белл                           |                          | 1 березня 1904    | 18 лютого 1904 року, канадський журналіст, користуючись своїм звичним коротким шляхом до офісу Canadian Mining Review через сусідній магазин, пройшов через неправильні двері в магазині і впав на 10 футів (3,0 м) в шахту ліфта. Він помер від отриманих травм через 12 днів. |
| Джон Мортенсен                                    |                          | 1 травня 1904     | 19-річний мисливець на качок з Вайроа, Нова Зеландія, потонув приблизно у 6 дюймах (15 см) води на заповіднику Whare-o-Maraenui в Нейпірі, Нова Зеландія, очевидно, впавши під час епілептичного нападу. |
| Джон Еріксен                                      |                          | 4 липня 1904      | 11-річний хлопчик із Б’ютта, штат Монтана, пропав безвісти 4 липня, а через 4 дні його знайшли мертвим під купою вугілля в контейнері поблизу північно-тихоокеанської круглої будівлі. |
| Мелісса М. Тіманн                                 |                          | 7 липня 1904      | 50-річна мешканка Лос-Анджелеса випала з трамвая і вдарилася потилицею об землю, через що зубці алюмінієвого гребінця, який вона носила, увійшли в її череп. |
| Клеренс Медісон Дейлі                             |                          | 2 жовтня 1904     | 39-річний американський склодув помер від радіації, яка потрапила на руки під час використання рентгена ручної роботи. Деллі є першою людиною, яка померла від рентгенівського опромінення. |
| Джейн Стенфорд                                    |                          | 28 лютого 1905    | Засновниця Стенфордського університету загадково померла від отруєння стрихніном. За чутками, випадок її смерті був отруєнням, але пізніше змінився на «природні причини», за словами Девіда Старра Джордана. Хто або що вбив Стенфорда, досі залишається загадкою. |
| Мері Еллен Рамбл                                  |                          | 19 грудня 1905    | Дочка фермера у Вотервейлі поблизу Муррумбури в Новому Південному Уельсі була вбита, коли один із групи коней, які намагалися втекти з загону, збив її з ніг, через що у неї зламалася шия. |
| Л. Р. Девіс                                       |                          | 1906              | 76-річний ув'язнений державного будинку для божевільних у Норфолку, штат Небраска, отримав умовно-дострокове звільнення. Побачивши онука, який прийшов забрати його додому, «він так зрадів, що раптом здохнув». |
| Арчібальд Андерсон                                |                          | 4 березня 1907    | 19-річний хлопець купався в річці Ярра, коли зубна пластина випала і застрягла в його горлі, задушивши його до смерті. |
| Томас Селфридж                                    |                          | 17 вересня 1908   | Томас Селфридж і Орвіл Райт презентували військовий флаєр Райта 1908 року дивізії Корпусу зв’язку армії США у Форт-Маєрі. Літак зробив 41⁄2 обертів навколо форту, перш ніж зіткнутися з проблемами та розбитися. Череп Селфріджа розколовся, і він помер миттєво. |
| Дітріх фон Гюльсен-Гезелер                        |                          | 14 листопада 1908 | Начальник Німецького імператорського військового кабінету помер від серцевого нападу у віці 56 років після того, як дав балетний виступ Кайзеру Вільгельму II та іншим членам мисливської партії, що перебували в Палаці Донауешінґен. Невдовзі після закінчення свого виступу і поклону він знепритомнів і був оголошений мертвим на місці події. Обставини його смерті були приховані військовими чиновниками, щоб не розпалювати громадське обурення через справу Ойленбурга, урядовий скандал, пов'язаний з звинуваченнями в гомосексуальній поведінці проти членів кабінету та оточення Кайзера. |
| Джордж Спенсер Міллет                             |                          | 15 лютого 1909    | Американський підліток, який працював офісним хлопчиком у страховій компанії в будівлі Metropolitan Life в Нью-Йорку, тікав від шести молодих стенографісток на своєму робочому місці, які мали намір поцілувати його на честь його 15-річчя, несучи в нагрудній кишені гумку для стирання чорнила. Коли жінки наблизилися для поцілунків, він упав уперед, і вістря гумки пробило його серце, що призвело до його смерті. |
| Док Паверс                                        |                          | 26 квітня 1909    | 38-річний американський бейсболіст вищої ліги врізався у стіну, намагаючись зловити фол-бол під час гри на Shibe Park у Філадельфії 12 квітня 1909 року. Він помер від внутрішніх травм через два тижні. |
| Бенджамін С. Кредвелл                             |                          | квітня 1910       | 26-річний власник аптеки з Расіна, штат Вісконсін, загинув, впавши з поїзда в струмок у Вейлі, штат Айова, за загадкових обставин. |
| Ейда Ґреґорі                                      |                          | 3 червня 1910     | 52-річна вдова в Бентлі, штат Вікторія, яка страждала від «нападів меланхолії», почала судомитися після того, як потерла зуби порошком і попросила своїх двох дітей прийняти ліки, чого вони не зробили. Вважалося, що вона прийняла стрихнін. |
| Джордж Веддер                                     |                          | лютого 1911       | Чоловік із Нью-Йорка покінчив із собою після того, як увійшов у галюцинацію, що дружина сказала йому покінчити з собою. Кажуть, що Веддер порушив «урочисту клятву» про те, що він буде вірним своїй дружині. Чоловіка знайшли мертвим у водосховищі Форт-Філд. |
| Джек Деніел                                       |                          | 9 жовтня 1911     | Американський виробник віскі з Лінчбурга, штат Теннессі, помер від інфекції після того, як нібито був засмучений тим, що вибив свій сейф із розчарування, оскільки не міг пригадати комбінацію для свого сейфа, яка призвела до гангрени. |
| Франц Райхелт                                     |                          | 4 лютого 1912     | Кравець і винахідник стрибнув з Ейфелевої вежі і впав на смерть, одягнувши протипад із тканини, який він винайшов. Друзі та влада просили його використати манекен для цього подвигу, але він відмовився, сказавши, що «я маю намір довести цінність свого винаходу». Він був відомий як Летючий кравець. |
| Швейцарська пара                                  |                          | грудня 1912       | Подружжя відвідало водоспад Гандеґґ поблизу Майрінґена, Швейцарія. Поки вони були там, міст, на якому вони стояли, зламався, і вони впали з висоти 240 футів (73 м) у вир. |
| Еміль Фроман-Меріс та його дружина                |                          | 25 квітня 1913    | Відомий французький ювелір і його дружина загинули, коли їхній будинок в аристократичному кварталі Парижа обвалився на них. |
| Дружина Джима Томасона                            |                          | 6 травня 1913     | Як повідомляє Washington Telegraph, дружина Джима Томасона померла незабаром після укусу бджоли в Колумбусі, штат Арканзас. Жінка направляла свого чоловіка на висадку бджолиного рою, коли раптово вжалила і втекла в будинок, де впала без свідомости і через три дні померла. |
| Емілі Девісон                                     |                          | 8 червня 1913     | 4 червня 1913 року 40-річна суфражистка з Лондона була смертельно травмована на Епсомському дербі, коли вибігла на іподром із суфражистським прапором і на неї наїхав Анмер, кінь Георга V, на якому їхав жокей Герберт Джонс. Вона отримала перелом черепа, струс мозку та травми внутрішніх органів і померла в лікарні Epsom Cottage через 4 дні. |
| Джуліан Карлтон                                   |                          | 7 жовтня 1914     | Слуга американського архітектора Френка Ллойда Райта вчинив масове вбивство 15 серпня 1914 року в майстерні Райта Талієсін, під час якого він убив семеро людей сокиркою та підпалив студію. Потім Карлтон спробував покінчити життя самогубством, випивши хлоридної кислоти. Однак це не змогло його вбити. Після ледь не лінчування Карлтон був заарештований і відправлений у в'язницю в Доджвіллі, штат Вісконсін, де, серйозно пошкодивши стравохід, помер від голоду через 47 днів. |
| Ентоні Вілдінґ                                    |                          | 9 травня 1915     | Знаменитий тенісист і ветеран війни загинув після розриву кульового снаряда на даху землянки, в якій він ховався. |
| Роуз Телбот Буллард                               |                          | 22 грудня 1915    | Лікар і професор медичної школи з Бірмінгема, штат Айова, невідомо помер від зараження крові після ускладнень, викликаних невдалим лікуванням зубної інфекції. |
| Григорій Распутін                                 |                          | 30 грудня 1916    | Російський містик помер від трьох вогнепальних поранень, одне з яких було пострілом в лоб. Мало що точно відомо про його смерть, а обставини його смерті були предметом значних спекуляцій. За словами самого його вбивці, князя Фелікса Юсупова, Григорій Распутін вживав чай, тістечка та вино, додане ціанідом, але, здавалося, це не вплинуло на нього. Тоді він отримав поранення в груди і вважався мертвим, але через деякий час він підскочив і напав на Юсупова, який звільнився і втік. Распутін пішов за ним і вийшов на подвір’я, перш ніж його знову застрелили, і він впав на сніговий берег. Потім змовники загорнули його тіло і кинули в річку Мала Невка. |
| Ґустав Коббе                                      |                          | 27 липня 1918     | 61-річний автор і музичний критик плив у Грейт-Саут-Бей, Нью-Йорк, коли помітив низько летячий гідролітак, який прямував до нього. Коббе спробував залізти у воду, але літак врізався в щоглу човна Коббе, розколовши йому голову. |
| Жертви затоплення Бостона патокою                 |                          | 15 січня 1919     | 21 людина загинула і 150 отримали поранення внаслідок вибуху великого резервуару з патокою в Норт-Енді Бостона. |
| Рей Чепмен                                        |                          | 17 серпня 1920    | 16 серпня 1920 року, поки він був готовий бити, 29-річний бейсболіст «Клівленд Індіанс» отримав удар у голову від удару Карла Мейса з «Нью-Йорк Янкіз» і помер через 12 годин. |
| Олександр I (король Греції)                       |                          | 25 жовтня 1920    | 27-річний грецький король помер від сепсису після того, як його вкусила домашня тварина лісової макаки стюарда палацу в його саду, коли він намагався розірвати бійку між своєю німецькою вівчаркою та іншою мавпою. |
| Томас Лінн Бредфорд                               |                          | 5 лютого 1921     | Намагаючись переконатися в існуванні загробного життя, спіритуаліст покінчив життя самогубством, запечатавши свою квартиру в Детройті, задувши пілот свого обігрівача та включивши газ, померши від отруєння чадним газом. Бредфорд мав намір повідомити про свої висновки колезі-спіритуалістці Рут Старквезер Доран, але через кілька тижнів після його смерті The New York Times опублікувала статтю «Мертвий спіритуаліст мовчить». |
| Майкл Ф. Фарлі                                    |                          | 8 жовтня 1921     | 58-річний Конгресмен США та прихильник резолюції Ґора-МакЛемора помер від сибірської виразки, якою він заразився через щітку для гоління. |
| Пані В. К. Екерслі                                |                          | 25 листопада 1922 | Жінку з Ґлен-Іннеса, Новий Південний Уельс, знайшли втопленою в бочці з водою. Було припущення, що вона схилилася над бочкою, коли раптом знепритомніла і впала в неї. |
| Джордж Герберт, 5-й граф Карнарвон                |                          | 5 квітня 1923     | Фінансист Говарда Картера, який шукав Тутанхамона, помер після того, як укус комара, який він порізав під час гоління, став інфекційним. Деякі приписували його смерть так званому прокляттю фараонів. |
| Френк Гейс                                        | Portrait of Frank Hayes  | 4 червня 1923     | 22-річний жокей з Елмонта, штат Нью-Йорк, помер від серцевого нападу посеред бігу та впав на коня, який, тим не менш, перетнув фініш першим, все ще несучи його тіло. |
| Марта Менсфілд                                    |                          | 30 листопада 1923 | Коли 24-річна американська кіноактриса була на зйомках у Сан-Антоніо, штат Техас, на зйомках драми про громадянську війну в США «Воррени з Вірджинії», член знімальної групи необережно кинув запалений сірник, від чого спалахнули спідниці та волани її костюму в стилі часів громадянської війни в США. Менсфілд щойно закінчила зйомки своїх сцен і пішла в машину, коли її одяг спалахнув. Колега по фільму Вілфред Лайтелл і водій змогли загасити полум'я, і Менсфілд була терміново доставлена в лікарню, де вона померла наступного дня від отриманих травм. |
| Ерл Дж. Данн та його дружина                      |                          | 13 липня 1924     | Намагаючись розвернутися біля Гранд-В’ю в Єллоустоунському національному парку, Данни якимось чином перенесли свою машину на скелю, незважаючи на дерев’яний бар’єр, який за звичайних умов унеможливив це. Транспортний засіб впав з висоти 800 футів (240 м), а потім покотився ще на 200 футів (61 м). |
| Торнтон Джонс                                     |                          | 1 серпня 1924     | Адвокат із Бангора, Гвінед, Уельс, прокинувся та виявив, що йому перерізали горло. Потягнувши папір і олівець, він написав: «Мені наснилося, що я це зробив. Я прокинувся, щоб переконатися, що це правда», і помер через 80 хвилин. Він зробив це сам, будучи без свідомості. Слідство в Бангорі винесло вердикт "самогубство в стані тимчасового божевілля". |
| Калвін Кулідж-молодший                            |                          | 7 липня 1924      | 16-річний молодший син Калвіна Куліджа грав у теніс зі старшим братом на тенісних кортах Білого дому і нехтував носінням шкарпеток. Пухир на третьому пальці його правої ноги швидко заразився, і він помер трохи більше ніж через тиждень, коли почався сепсис. |
| Кора Сталлман                                     |                          | 1 серпня 1925     | 45-річна вчителька з Цинциннаті, штат Огайо, була знайдена мертвою в цистерні в окрузі Коулс, штат Іллінойс, і підтверджено, що її отруїв "дивний чоловік". |
| Боббі Ліч                                         |                          | 26 квітня 1926    | Американський каскадер помер після невдалої ампутації інфікованої ноги, яку він зламав, послизнувшись на апельсиновій кірці. П’ятнадцять років тому він переплив Ніагарський водоспад у бочці. |
| Філліп Макклін                                    |                          | квітня 1926       | 16-річний підліток і його брат били палицею казуара на сімейній території в Моссмані, штат Квінсленд, коли він збив його з ніг, вдарив ногою в шию і зробив великий поріз, що призвело до смерті від втрати крові. |
| Гаррі Гудіні                                      |                          | 31 жовтня 1926    | Повідомляється, що 52-річний угорсько-американський художник, ілюзіоніст і каскадер помер від удару студента коледжу Дж. Ґордона Вайтгеда, який викликав у нього «перитоніт, викликаний розривом апендикса». Однак інші історії стверджують, що його вбили. Хто або що вбило Гудіні, досі залишається предметом припущень. |
| Айседора Дункан                                   |                          | 14 вересня 1927   | Американська танцівниця зламала шию в Ніцці, Франція, коли її довгий шарф заплутався в колесі з відкритими спицями та задній осі автомобіля Amilcar CGSS, в якому вона їхала. |
| Альфред Леонард Лувенстайн                        |                          | 4 липня 1928      | 51-річний фінансист і на той момент третя найбагатша людина світу загинув під час перельоту з Англії до Бельгії на своєму приватному літаку Fokker F.VII. Вважається, що він випав з літака у воду, де й загинув. |
| Ґледіс Броквелл                                   |                          | 2 липня 1929      | 34-річна кіноактриса померла від перитоніту та травм внутрішніх органів, як повідомляється, в результаті автомобільної аварії в Калабасасі, Каліфорнія. Коли Томас Стенлі Бреннан, друг Броквелла, керував автомобілем, він перелетів через 75-футову (23-метрову) насип, де її розчавило під ним. Їй зробили чотири переливання крові, поки не почався перитоніт. |
| Вільям Когут                                      |                          | 20 жовтня 1930    | Повідомляється, що 26-річний засуджений убивця, засуджений до смертної кари в Сан-Квентін у Каліфорнії, покінчив життя самогубством, використовуючи трубчасту бомбу, яку він зробив із гральних карт і порожнистої сталевої ніжки свого ліжка. |
| Арнольд Беннетт                                   |                          | 27 березня 1931   | 63-річний британський письменник обідав у Парижі зі своєю партнеркою Дороті Честон Беннетт. Під час їжі він випив дві склянки води з-під крана, висміюючи заяви Дороті про те, що воду в Парижі не обробляють належним чином, щоб бути безпечною для пиття. За два дні він захворів на черевний тиф і через два місяці помер. |
| Джеймс Лео МакДермотт                             |                          | 26 серпня 1931    | Після того, як 40-річний заступник шерифа вийшов зі свого автомобіля на автозаправній станції, автомобіль почав котитися вперед, і він спробував заскочити на підножку автомобіля, щоб зупинити його. Воно понесло його вперед і врізало в гак, який використовувався для повітряних і водяних шлангів, який проколов його прямо під серцем. |
| Ебен Баєрс                                        |                          | 31 березня 1932   | 51-річний американський світський лев і промисловець помер після того, як випив надмірну кількість радітору, патентованого ліки, яке містило 2 мікрокюрі радію. Загалом він випив близько 1400 доз, які концентрувалися в його кістках, постійно опромінюючи його. До 1931 року його кістки, як повідомляється, розпадалися, а щелепу видалили; наступного року він помер. |
| Майкл Маллой                                      |                          | 22 лютого 1933    | П'ятеро осіб, яких називали "Трест вбивць", планували вбити Маллоя заради страхування життя. Протягом двох місяців вони додавали в його алкоголь антифриз, скипидар, кінську мазь і, нарешті, щурячу отруту, але Маллой випив його без жодних проблем. Потім вони спробували нагодувати його деревним спиртом, простроченими устрицями, а потім сендвічем із простроченими сардинами та осколками, але жоден із них не мав бажаного ефекту. Потім група спробувала заморозити його до смерті, а коли це не вдалося, вони двічі переїхали його таксі, після чого Меллой одужав. Нарешті вони підключили шланг до струменя вугільного газу та помістили його в рот, що спричинило його смерть від отруєння чадним газом. Маллой отримав такі прізвиська, як «Майк Витривалий», «Залізний Майк» та «Ірландський Распутін». |
| Сьюзен Ґрейс Келлі                                |                          | 16 січня 1935     | 80-річна жінка в Армідейлі, Новий Південний Уельс, сиділа зі своєю дочкою, коли впала мертва, почувши гучний удар грому. Останніми її словами були: «Це було дуже близько». |
| Кетрін Стаєр                                      |                          | 20 січня 1937     | 33-річна гардеробниця випадково постраждала від ураження електричним струмом від саморобної міни-пастки, що складається з електропроводів, захованих у шторах, яку встановив її наречений після того, як кілька місяців тому зламали її квартиру. Падаючи на один дріт, а інший звисав над її рукою, вона завершувала ланцюг щоразу, коли звисаючий дріт торкався її; вона повільно помирала від повторних доз електрики. |
| Фред Клепп                                        |                          | 28 травня 1937    | 77-річний фермер з округу Кларк, штат Південна Дакота, помер після того, як його тягнули в’язкою коні, коли він був прив’язаний до збруї. |
| Бенджамін Тейлор                                  |                          | 2 червня 1937     | Під час операції з видалення карбункула електричний опік запалював гази з легень хворого. Це спричинило вибух, від якого загинув Тейлор і поранив двох медсестер. |
| Ніколас Компер                                    |                          | 17 червня 1939    | 42-річний авіатор і авіаконструктор намагався запалити феєрверк у Гайті, Кент, коли перехожий запитав, що він робить; він відповів, що він був співробітником ІРА, який планує підірвати ратушу. Перехожий збив Компера, який вдарився головою об бордюр. |
| Італо Бальбо                                      |                          | 28 червня 1940    | 44-річний губернатор Італійської Лівії літав на своєму особистому винищувачі Savoia-Marchetti SM.79, коли лівійський аеродром у Тобруці був атакований загоном британських літаків. Він загинув під дружнім вогнем італійських зенітних батарей на землі. |
| Лев Троцький                                      |                          | 21 серпня 1940    | 60-річний російський соціаліст та революціонер був вбитий у своєму власному віллі в Мексиці іспанським агентом НКВС Рамоном Меркадером за допомогою кригорубу. |
| Шервуд Андерсон                                   |                          | 8 березня 1941    | 64-річний американський письменник помер від перитоніту після того як випадково проковтнув зубочистку. |
| Джек Бадлонґ                                      |                          | 5 серпня 1941     | Друг Еррола Флінна працював статистом над фільмом «Вони померли в чоботях на ногах», за участю Флінна та Олівії де Гевіленд. Бадлонґ наполягав на використанні справжньої шаблі, а не бутафорської. Під час зйомок кавалерійської атаки кінь Бадлонга злякався звуків імітації вибухів і скинув Бадлонга, через що той проткнув себе мечем. |
| Рольф Мюцельбурґ                                  |                          | 11 вересня 1942   | 29-річний командир німецького підводного човна U-203 загинув під час патрулювання часів Другої світової війни на південний захід від Азорських островів, коли пірнув з бойової рубки підводного човна, щоб поплавати в океані. Човен раптово нахилився, і голова та плече Мюцельбурга вдарилися об підводний човен. |
| Майор Кеннет Д. МакКаллар                         |                          | 12 квітня 1943    | 27-річний військовослужбовець 64-ї бомбардувальної ескадрильї злітав на нічне завдання в Новій Гвінеї, коли врізався своїм бомбардувальником у щось, що у звітах називали «щітковим кенгуру» або «малюком кенгуру», а пізніше виявилося, що це був валабі. Бомбардувальник розбився під час зльоту, внаслідок чого здетонував його вантаж бомб, вбивши МакКаллара та решту екіпажу бомбардувальника. |
| Жертви залізничної катастрофи в Бальвано          |                          | 3 березня 1944    | Близько півночі 3 березня 1944 року вантажний поїзд, що прямував з Неаполя до Потенци, зупинився в тунелі Армі в місті Бальвано через неможливість подолати схил. Через поєднання чадного газу, що утворюється внаслідок використання неякісного вугілля в локомотивах, та відсутності вентиляції всередині тунелю, щонайменше 517 людей (більшість з яких були пасажирами-безбілетниками) загинули внаслідок отруєння чадним газом. Ця катастрофа залишається найсмертоноснішою залізничною аварією в історії Італії. |
| Томас Міджлі (молодший)                           |                          | 2 листопада 1944  | У 1940 році 51-річний чоловік захворів на поліомієліт, що призвело до тяжкої інвалідності, що змусило його розробити складну систему мотузок та блоків, щоб піднятися з ліжка. У 1944 році він заплутався в цьому пристрої та помер від задухи. |
| Лотар Зібер                                       |                          | 1 березня 1945    | 22-річний пілот-випробувач Люфтваффе загинув під час виконання єдиного пілотованого випробувального польоту бомбардувальника вертикального зльоту Bachem Ba 349 Natter. Під час свого фатального польоту Зібер став першою людиною, яка пілотувала ракету вертикального запуску. |
| Жертви затопленняUSS Indianapolis (CA-35)         |                          | 30 липня 1945     | Після виконання засекреченої місії з доставки компонента для атомної бомби «Малюк», американський важкий крейсер був потоплений підводним човном Імперського флоту Японії I-58. З 1195 членів екіпажу на борту близько 300 затонули разом з кораблем. Решта 890 осіб зіткнулися з гіпотемією, зневодненням, гіпернатріємією та нападами акул, пробувши у відкритому океані протягом чотирьох днів, маючи мало рятувальних шлюпок і майже без їжі та води. Лише 316 пережили затоплення; жоден американський військовий корабель, затонулий у морі, не втратив більше моряків. |
| Луїс Слотін                                       |                          | 30 травня 1946    | 35-річний канадський фізик і вчений Мангеттенського проєкту загинув внаслідок нещасного випадку під час проведення експерименту під назвою «лоскотання хвоста дракона» з плутонієвим ядром, яке стало відомим як «ядро-демон». Його викрутка зісковзнула, що призвело до смертельної дози радіації. Слотін помер через 9 днів; інші люди в кімнаті, які спостерігали за експериментом, вижили. |
| Томас Мантелл                                     |                          | 7 січня 1948      | 25-річний пілот винищувача P-51 Mustang зазнав аварії під час переслідування непізнаного літаючого об'єкта поблизу Франкліна, штат Кентуккі, ставши першою людиною, яка, як відомо, загинула внаслідок спостереження НЛО. Офіційно об'єкт залишається неідентифікованим, хоча найімовірнішим поясненням є те, що це була повітряна куля Skyhook ВМС США. |
| Мері Різер                                        |                          | 2 липня 1951      | 67-річну жінку поліція знайшла майже повністю кремованою у своєму будинку в Сент-Пітерсберзі, штат Флорида, на місці, де вона сиділа, тоді як її квартира залишилася відносно неушкодженою. Дехто припускає, що вона самовільно згоріла. |
| Марґарет Вайс Браун                               |                          | 13 листопада 1952 | 42-річна авторка книги «На добраніч, місяць» була госпіталізована з кістою яєчника. Щоб довести, наскільки вона здорова після лікування, вона змахнула ногою в повітря, збивши тромб у нозі. Тромб швидко потрапив до її мозку, і вона померла під час екстреної операції. |
| Ґарет Джонс                                       |                          | 30 листопада 1958 | 33-річний британський актор помер від серцевого нападу між сценами прямої трансляції телевізійної вистави «Підземний» на каналі ITV. Інші учасники акторського складу імпровізували репліки на кшталт: «Я впевнений, що якби такий-то був тут, він би сказав...», щоб компенсувати свою відсутність. За збігом обставин, його персонаж мав померти від серцевого нападу в пізнішій сцені вистави. |
| Дев'ять членів тургрупи на чолі з Ігорем Дятловим | Dyatlov Pass incident 02 | 2 лютого 1959     | Дев'ять досвідчених туристів загинули за нез'ясованих обставин під час лижного походу Північним Уралом. Їхні тіла в неадекватно одягненому вигляді були знайдені на схилах гори Холатчахль, за 1,5 км від їхнього намету, який був розрізаний зсередини та покинутий разом зі спорядженням та припасами. Офіційне розслідування не виявило доказів нечесної поведінки та встановило, що шестеро туристів померли від переохолодження, тоді як інші троє отримали смертельні фізичні травми. Незрозумілі травми, сліди радіації на одязі жертв та повідомлення про яскраві палаючі об'єкти в небі призвели до численних спекуляцій щодо точної природи інциденту. |